# Réserve naturelle régionale Confluence Garonne-Ariège
La réserve naturelle régionale Confluence Garonne-Ariège (RNR288) ou RNR Confluence Garonne Ariège est une réserve naturelle régionale située en Haute-Garonne, en Occitanie. Classée en 2015, elle occupe une surface de 579,07 hectares et protège la zone de confluence de la Garonne et de l'Ariège.

## Localisation

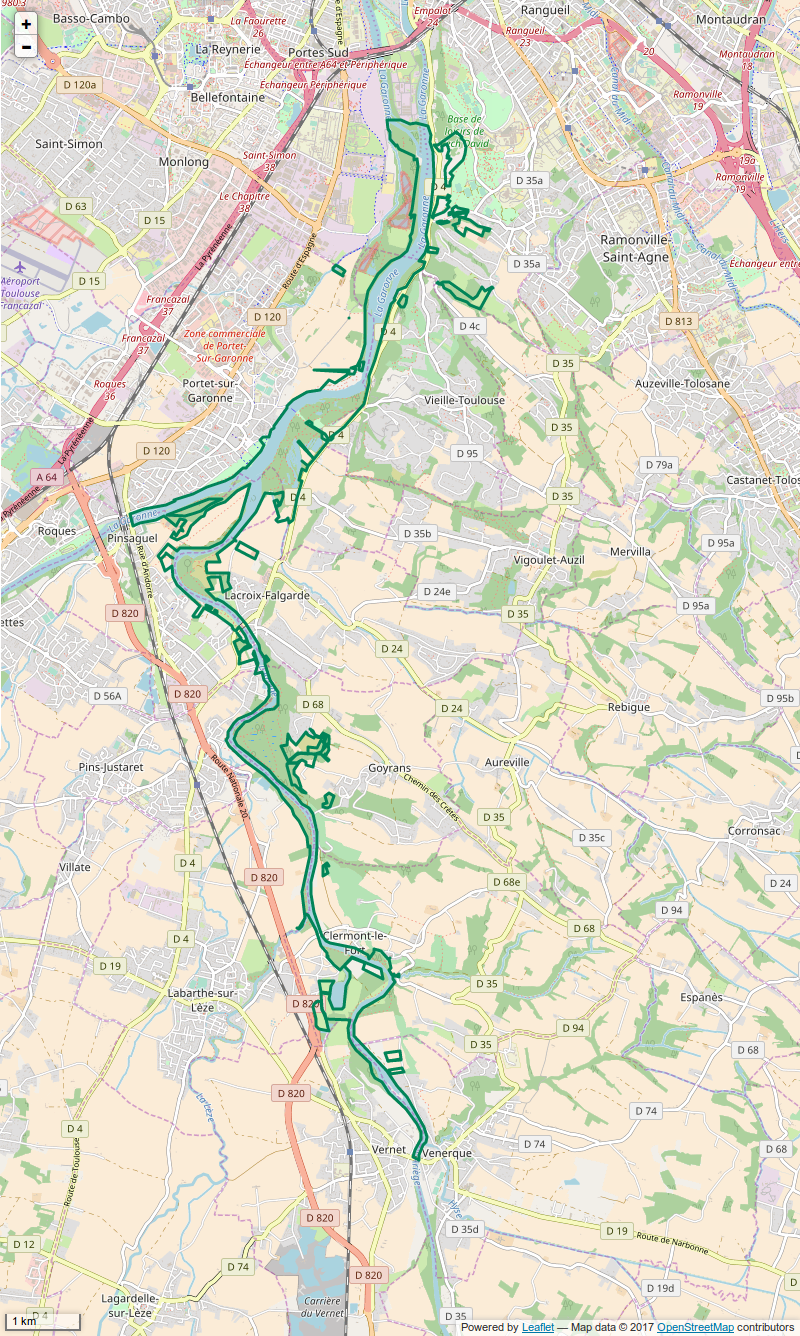
Périmètre de la réserve naturelle.

Le territoire de la réserve naturelle en zone humide s'étire sur une quinzaine de kilomètres sur une zone essentiellement inondable entre les villes de Venerque et de Toulouse en Haute-Garonne le long des rives de l'Ariège jusqu'à sa confluence et de la Garonne jusqu'à l'entrée de Toulouse.
La réserve s'étend, au nord, du pied du Pech-David sur le territoire de la commune de Toulouse, jusqu'au sud sur les rives de l'Ariège entre Venerque et Vernet, en traversant successivement Clermont-le-Fort, Labarthe-sur-Lèze, Goyrans, Pins-Justaret, Lacroix-Falgarde, Pinsaguel, Portet-sur-Garonne et Vieille-Toulouse.
Elle comprend une partie du domaine public fluvial de ces deux rivières :
- sur l'Ariège depuis le pont entre Venerque et le Vernet ;
- sur la Garonne depuis le pont entre Pinsaguel et Portet-sur-Garonne jusqu'au seuil du barrage de la Cavaletade à Toulouse.

## Histoire du site et de la réserve

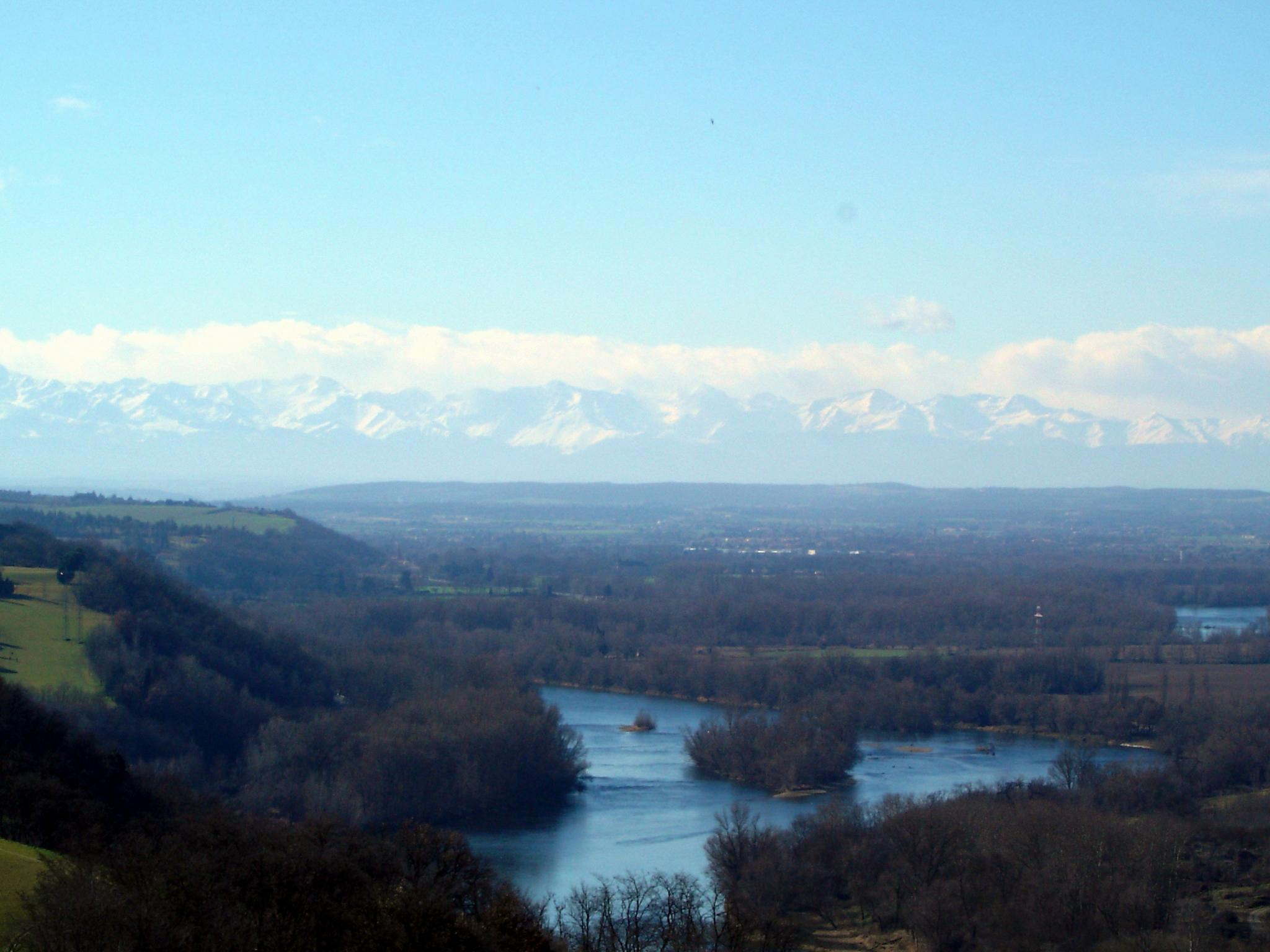
Réserve naturelle régionale Confluence Garonne-Ariège vue depuis le Pech-David

Les deux rivières ont été utilisées depuis plusieurs siècles pour le transport. Durant le XXe siècle, l'exploitation de granulats par dragage s'est développée autour de la confluence.
À partir de 2001, des acteurs locaux souhaitent préserver et mettre en valeur le territoire de la confluence. Dès 2007, l'association ConfluenceS Garonne-Ariège entame des programmes d'actions et met en place une charte de territoire, puis en 2009, une étude de faisabilité pour la RNR. Dans les années suivantes ont lieu les consultations de propriétaires publics et privés.
Le dossier de classement est élaboré en 2013 et soumis à l'avis du CSRPN. Le classement intervient en 2015.

## Écologie (biodiversité, intérêt écopaysager…)

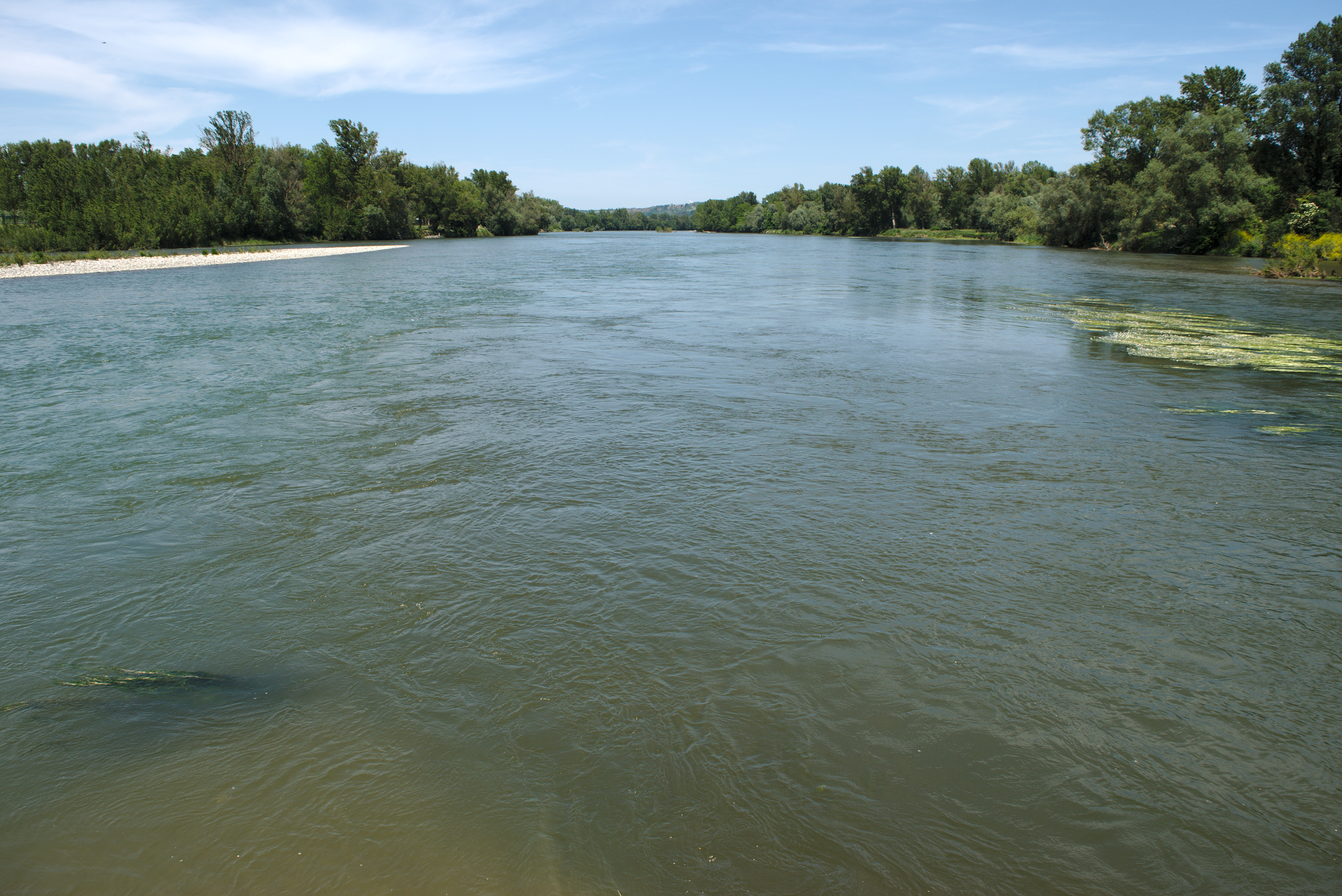
Remous causés par la confluence de la Garonne (à gauche) et de l'Ariège (à droite).

Le site comprend de nombreux milieux liés à la présence des cours d'eau (berges, ripisylves) et fait partie de leur plaine d'inondation. Il inclut également des coteaux molassiques et des vallons boisés en rive droite.
Les zones humides sont alimentées, de manière temporaire ou permanente, par les ruissellements de surface, les crues et les remontées des nappes alluviales, de nombreuses plantes et animaux y ont trouvé un biotope adapté, comme les insectes aquatiques, les amphibiens, mais aussi quelques espèces bien particulières comme l’Utriculaire australe, plante carnivore aquatique.
Les coteaux et falaises sont faits de pelouses, landes ou chênaies pubescentes, avec une végétation plutôt sèche. Le contraste est grand avec la plaine alluviale, ses zones humides et sa végétation inféodée. Ainsi des espèces que l'on trouve plus habituellement sur le pourtour méditerranéen s'y sont établies, des espèces thermophiles, Pistachier térébinthe, Chêne vert, Lézard catalan, Fauvette mélanocéphale.

### Flore
La flore compte environ 800 espèces dont la Renoncule aquatique, le Jonc fleuri, le Silène de France, le Grand muflier, le Peigne de Vénus, la Nigelle de France (Nigella gallica), l'Orme lisse, le Saule blanc, la Butome en ombelle.
Ainsi que 300 espèces de mousses, lichens ou champignons.

### Faune
900 espèces animales sont présentes sur la réserve.
Pour les oiseaux, on peut rencontrer sur le site le Milan noir, la Grande aigrette, l'Aigle botté, le Héron pourpré, le Bihoreau gris, l'Hypolaïs polyglotte, le Martinet noir, le Faucon hobereau, le Grand-duc d'Europe, le Guêpier d'Europe.
La Loutre d'Europe fréquente les cours d'eau. Dans les chauves-souris, mentionnons le Murin à oreilles échancrées.
Les poissons migrateurs comptent la Grande alose, l'Alose feinte, l'Anguille et le Saumon Atlantique.
Parmi les reptiles présents, on citera le Lézard vert, le Lézard des murailles, la Couleuvre verte et jaune, la Couleuvre à collier, la Couleuvre vipérine, la Coronelle girondine, la Cistude d'Europe et le Lézard hispanique. Dans les amphibiens qui fréquentent le site, on note la Rainette méridionale, le Crapaud calamite, le Crapaud commun, la Grenouille verte, la Grenouille agile et les Tritons palmé et marbré.
Les Invertébrés comptent l'Agrion de Mercure, l'Azuré du serpolet, le Calopteryx occitan, le Petit mars changeant.

## Intérêt touristique et pédagogique
Le site est accessible en de nombreux endroits par les berges ou les ponts. Il sert de zone verte pour l'agglomération toulousaine, de continuité dans la Trame verte et bleue offrant un corridor de déplacement et une zone de quiétude pour les animaux, une zone de développement pour les espèces végétales et de protection pour les espèces endémiques de ces milieux.
Ces zones de ripisylve, de forêt alluviale, de bras mort ont une fonction de rétention des eaux et ainsi servent de tampon d'écrêtage lors des crues. Ce sont aussi des poumons pour leur environnement, elles apportent une certaine fraicheur, servent de coupe-vent alentour, filtrent les eaux de ruissellement, préviennent en partie les berges de l'érosion, retiennent les limons charriés par les cours d'eau, captent également les matériaux plus volumineux, tels les branchages, les troncs d'arbre, mais aussi les déchets de pollution (bouteilles, pneus...) dans des embâcles.
Le territoire couvert par la RNR a de tout temps été habité et façonné par l'homme, ainsi le patrimoine historique s'ajoute au naturel. De nombreux vestiges du passé l'ont marqué : à Goyrans des vestiges celtes et romains, l'oppidum à Vieille-Toulouse, la motte castrale de Clermont-le-Fort, plusieurs moulins et biefs notamment à Goyrans, à Pinsaguel le Château Bertier, avec sa ferme, ils sont inscrits au titre des monuments historiques depuis 1941.

## Administration, plan de gestion, règlement

### Outils et statut juridique
La réserve naturelle a été créée par une délibération du Conseil régional du 4 juin 2015 pour une durée de 10 ans reconductible.
Le site englobe en partie la ZNIEFF de type I no 730010231 « Confluence Garonne-Ariège ou Ramiers de Portet ».

#### Plan de gestion
Le fonctionnement de la RNR est délégué par la Région Occitanie à l'association "Nature en Occitanie", qui délègue une équipe salariée ayant un rôle de police pour le respect de la réglementation. Cette équipe mène des actions de sensibilisation auprès des populations riveraines et des visiteurs, préserve les habitats pour le maintien des espèces, leur développement, voire aide à la reconquête de ces espaces pour des espèces qui s'en étaient écartées. Des actions de lutte contre les espèces invasives⁣⁣, qui nuisent à la biodiversité et menacent d'autres espèces autochtones plus fragiles ou en danger, sont également menées.

#### Règlement
La baignade est interdite dans la Garonne et l’Ariège, ainsi que l’accès aux véhicules motorisés sur l’ensemble du domaine public fluvial. La chasse et la pêche sont autorisées selon la réglementation en vigueur. Les cueillettes et promenades y sont réglementées.